# Спекторский, Евгений Васильевич
Евгений Васильевич Спекторский (15 октября 1875, Острог — 3 марта 1951, Нью-Йорк) — русский правовед и социальный философ, профессор Императорского Варшавского университета, декан юридического факультета и ректор Киевского университета.

## Биография
Родился в семье мирового судьи. Мать — швейцарского происхождения, благодаря ей с детства хорошо знал французский и немецкий языки. Окончил гимназию в Радоме.
В 1898 году окончил юридический факультет Императорского Варшавского университета. Ученик и последователь правовед Александра Львовича Блока. После окончания университета был оставлен при кафедре государственного права для подготовки к профессорскому званию. Степень кандидата права получил за работу «Жан Жак Руссо как политический писатель». В 1901—1903 годах был в научной командировке за границей, стажировался в университетах Парижа, Берлина, Гёттингена и Гейдельберга.
С 1913 года — профессор киевского Университета Св. Владимира. В 1918 году был избран деканом юридического факультета, а позднее ректором Киевского университета. В 1919 году переехал в Одессу на подконтрольный белым Юг России.
В 1920 году эмигрировал. Жил в Чехословакии, где был преподавателем Русского юридического факультета в Праге. Затем переехал в Югославию, где был профессором Белградского университета и Люблянского университета (1930—1945). В 1934 году был избран член-корреспондентом Сербской Королевской академии наук.
После окончания второй мировой войны переехал в США. С 1947 года — профессор православной Свято-Владимирской духовной семинарии в Нью-Йорке. Первый председатель Русской академической группы в США.
Скончался в Нью-Йорке 3 марта 1951 года.

## Сочинения
- К вопросу о систематизации в обществоведении. Варшава, 1903;
- Органическая теория общества. Варшава, 1904;
- Очерки по философии общественных наук. Варшава, 1907;
- Эргард Вейгель, забытый рационалист XVII века. Варшава, 1909;
- Физицизм в общественной философии XVII в. Ярославль, 1909;
- Проблема социальной физики в XVII столетии. Т. 1. Варшава, 1910; Т. 2. Киев, 1917;
- А. Л. Блок, государствовед и философ. Варшава, 1911;
- Понятие общества в античном мире. Этюд по семантике обществоведения. Варшава, 1911;
- Белинский и западничество. Варшава, 1912;
- К вопросу о системе «Духа законов» Монтескьё и её философских источниках. Ярославль, 1912;
- К спору о философии права. М., 1914;
- Естественное право у протестантских авторов XVI века. Ярославль, 1914;
- Происхождение протестантского рационализма. Варшава, 1914;
- Протестантство и рационализм в XVI и XVII столетиях. Варшава, 1914;
- Номинализм и реализм в общественных науках. М., 1915;
- Пособия к лекциям по истории философии права. Саратов, 1916;
- Теория солидарности. М., 1916;
- Что такое конституция? М., 1917;
- Проблема социальной физики в XVII в. Т. 1, 2. Варшава, 1917;
- Государство. 1918;
- Христианство и культура. 1925;
- Начала науки о государстве и обществе. 1927;
- Чехов. Белград, 1930;
- Государство и жизнь. 1931;
- История социальной физики. (2 тома, 1932 и 1938, на словен. яз.);
- Либерализм. Любляна, 1935.